# Chef opérateur du son

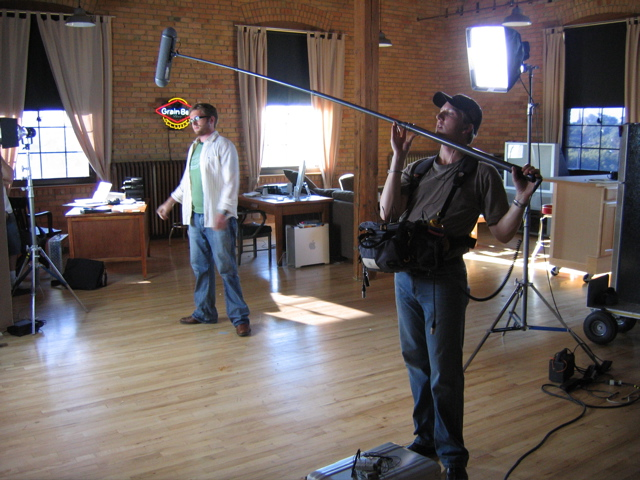

Au cinéma et dans le film documentaire, le chef opérateur du son, ou ingénieur du son, (en anglais, sound mixer, production sound mixer, sound recordist...) est le responsable de la prise de son sur le tournage, travaillant en étroite collaboration avec son assistant, le perchman.   

## Historique
Les premiers enregistrements sonores sur les plateaux de cinéma étaient lourds et demandaient beaucoup de matériel, puis vinrent les enregistreurs portables de grande qualité, en particulier dans les années 1950 avec les fameux enregistreurs suisses Nagra. Ces enregistreurs donnèrent de la liberté au son de cinéma, accompagnant le renouveau de la Nouvelle Vague. Les tournages pouvaient être plus légers et quitter le studio.
Les techniques évoluent : après les Nagra analogiques, l'ère numérique apporta les bandes numériques en 1992 avec le Nagra D, puis les cassettes DAT, sur lesquelles le son est numérisé.
Depuis le début des années 2000, le disque dur et les cartes mémoires remplacent les supports mécaniques, par exemple sur le précurseur des enregistreurs numériques sur disque dur ou carte CF, le Nagra V, apparu en 2002, offrant des capacités de stockage importantes et la possibilité d'enregistrer sur plus de deux pistes. Puis il devient possible d'enregistrer simultanément jusqu'à dix pistes (huit entrées) avec le Nagra VI, ensuite avec l'enregistreur français d'Aaton, le Cantar-X, huit entrées avec l'américain Sound Devices 788, voire seize avec ses concurrents d'outre-Atlantique, le Deva 16 et le Fusion 12 de Zaxcom.
Avec l'apparition des microphones de corps sans fil, dit « HF », au cours des années 70, la mise en œuvre technique est devenue plus lourde. Des tables de mixage sont utilisées pour équilibrer et sélectionner les sources et produire un mélange mono ou stéréo, le « mixdown » à l'attention notamment du monteur image ; la « roulante » du chef opérateur s'étoffe. Aujourd'hui sont souvent utilisées des configurations complexes comprenant plusieurs enregistreurs, des systèmes d'écoutes HF pour la mise en scène, un, voire deux, retour vidéo et parfois des appareils de traitement du son.

## Fonction
Le chef opérateur du son est le garant du son direct. Il fait le choix des microphones à utiliser, selon le son recherché, l'acoustique d'un décor ou bien encore pour le rendu d'une voix. Enregistrer au mieux la voix des acteurs en adéquation avec les choix artistiques et techniques du réalisateur est sa mission. Le chef opérateur du son collabore avec l'équipe pendant la préparation et le tournage afin d'avoir un son optimum ; les comédiens, les décors, les costumes, les cadres, la lumière et la machinerie sont le labyrinthe au travers duquel l'équipe son se fraie son chemin, parfois difficilement.
Une autre mission du chef opérateur du son sera d'enregistrer, dans la mesure du possible, des silences raccords afin de faciliter le montage des paroles en postproduction, aussi des ambiances ou effets en mono, stéréo ou multipiste destinés au montage des effets et des ambiances.

## Formation
Après une formation initiale, la formation professionnelle se finalisera sur le terrain. En général, l'élève, au sortir d'un BTS spécialisé, débutera comme perchman.